# Wigratz

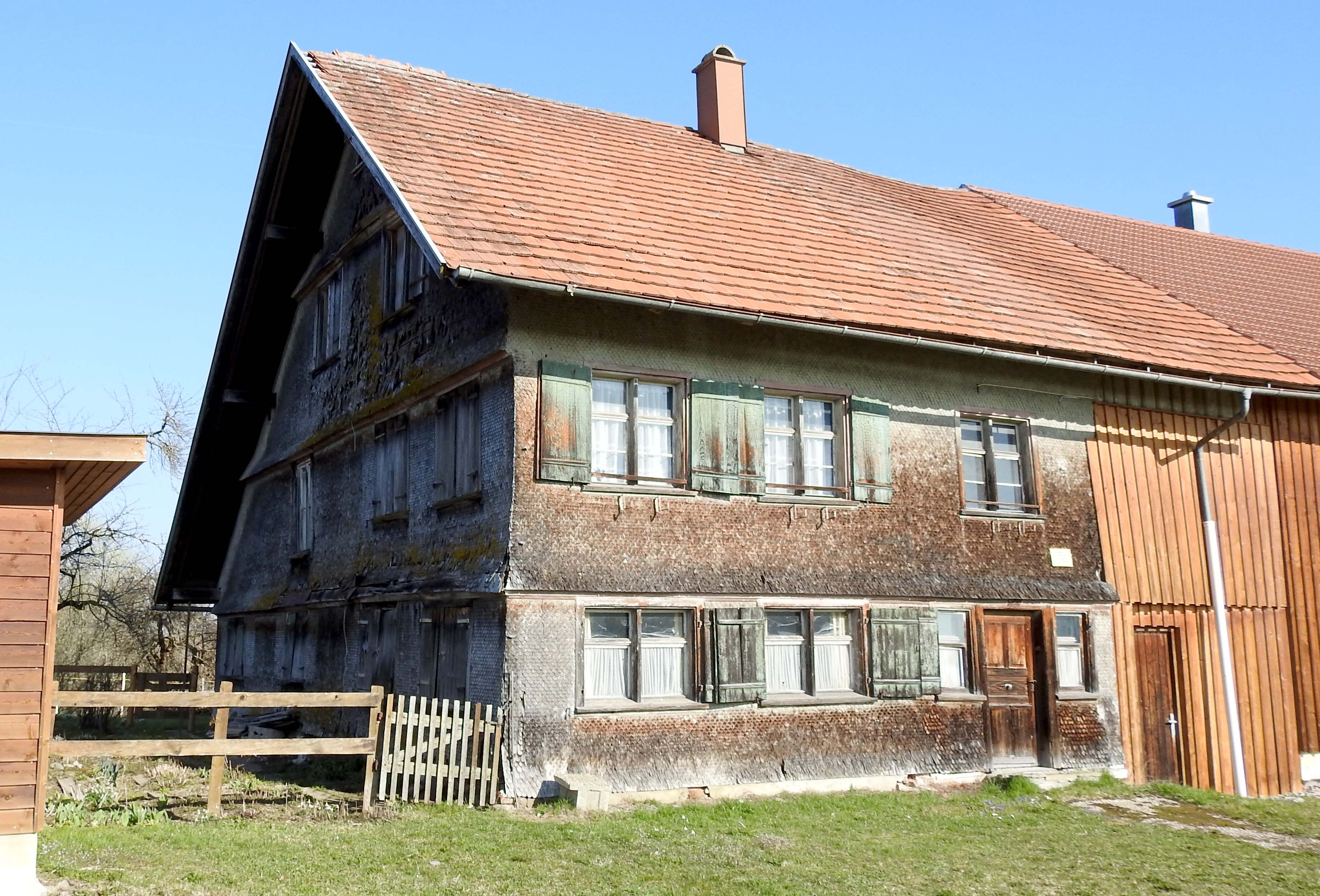
Baudenkmal Wigratz No. 150

Wigratz (westallgäuerisch: ts Wigrats) ist ein Gemeindeteil der Gemeinde Opfenbach im bayerisch-schwäbischen Landkreis Lindau (Bodensee).

## Geographie
Die Einöde liegt circa zwei Kilometer nördlich des Hauptorts Opfenbach und zählt zur Region Westallgäu. Nördlich des Orts verlaufen die Leiblach, die Bahnstrecke Buchloe–Lindau sowie die Bundesstraßen 12 und 32.

## Ortsname
Der Ortsname stammt vom Personennamen Wigrat ab und bedeutet Siedlung des Wigrat.

## Geschichte
Wigratz wurde erstmals im Jahr 1250 als Wigrathes urkundlich erwähnt. Um das Jahr 1636 wurde die Kapelle St. Martin erbaut, die im Jahr 1972 neu erbaut wurde. 1770 fand die Vereinödung von Wigratz mit sieben Teilnehmern statt.